# Cesarino Cervellati
Cesarino Cervellati (Baricella, 1930. február 15. – Pontecchio Marconi, 2018. április 13.) válogatott olasz labdarúgó, edző.

## Pályafutása

### Klubcsapatban
1948 és 1962 között a Bologna labdarúgója volt. Tagja volt az 1961-es közép-európai kupa-győztes csapatnak.

### A válogatottban
1951 és 1961 között hat alkalommal szerepelt az olasz válogatottban.

### Edzőként
Visszavonulása után Fulvio Bernardini mellett segédedzőként tevékenykedett volt csapatánál, a Bolognánál. Az 1968–69-es idényben a csapat vezetőedzője volt, majd négy alkalommal ideiglenesen vezette az együttes szakmai munkáját.

## Sikerei, díjai
Bologna
- Közép-európai kupa
  - győztes: 1961